# Das Wiegenlied (1916)
Das Wiegenlied ist deutscher Stummfilm von Max Mack aus dem Jahr 1916 mit dem österreichischen Theaterstar Rudolf Schildkraut und seinem Sohn Joseph Schildkraut in den Hauptrollen. Die weibliche Hauptrolle, eine Doppelrolle, spielt Aud Egede Nissen.

## Handlung
Árpád Szomory ist ein umschwärmter Violinvirtuose, der von seiner Frau Mia und der kleinen Tochter Rita auf seinen Tourneen begleitet wird. Nichts berührt die frischgebackene Mutter mehr, als wenn ihr Gatte dem Töchterchen auf der Geige ein Wiegenlied vorspielt. Als Mia den Brief einer gewissen Gräfin S. findet, in der diese um einen gemeinsamen Abend bittet, will sie Gewissheit und plant, sich als Blumenmädchen verkleidend, dazuzugesellen. In einem Separée stellt sie den mutmaßlich treulosen Gatten und flieht tief enttäuscht in das Dunkel der Nacht. Árpád läuft Mia hinterher und verspricht, dass er derlei nie mehr wieder tun werde. Mia hat Zweifel daran und trennt sich daraufhin von ihrem Geiger.
18 Jahre sind seitdem vergangen. Árpáds Karriere ist seitdem im steilen Sinkflug begriffen, und beider Tochter Rita ist zu einer jungen Frau herangereift. Zwei junge Männer, der Maler Knut und dessen Freund Hector Salicz, entdecken Árpád, wie er an einer Straßenecke Geige spielt und laden diesen aus jugendlichem Übermut zu eine Restaurantbesuch ein, wo Arpád seine Geigenkünste vortragen solle. Vor Ort ist man begeistert von Szomorys Können, und der Chef des Hauses möchte den Ungar sofort als Kapellmeister einstellen. Árpád bezieht nun nach langer Zeit endlich wieder ein festes Gehalt und beginnt darüber nachzudenken, was wohl aus seiner Frau und dem gemeinsamen Kind geworden ist. Tatsächlich ist Árpáds Frau Mia in der Zwischenzeit gestorben, und Tochter Rita lebt von Musikstunden, die sie ihren Schülern gibt.
Doch auch sie hat mit ihren musikalischen Ambitionen wenig Glück und muss nun, dem Vater gleich, auf den Spuren einer Straßenmusikerin wandeln. Mit einer Violine des Vaters versucht Rita nunmehr, ein wenig Geld zu verdienen. Und wieder sind es Knut und Hector, die mit helfender Hand das Leben einer Szomory auffangen. Als der junge Graf aus dem Fenster mit ansehen muss, dass mehrere junge Leute Rita belästigen, greift er ein und bringt die junge Künstlerin in dem Haus seiner Mutter unter. Bei Gräfin Salicz handelt es sich jedoch um niemand anderen, als um jene ominöse Gräfin S., deren Liebschaft mit ihrem Vater einst die Familie auseinander gebracht hat. Auch die Gräfin erkennt anhand der großen Ähnlichkeit Ritas mit ihrer Mutter Mia sofort, wen sie vor sich hat. Als Rita ein Bildnis ihres Vaters in der gräflichen Villa entdeckt, ist auch ihr klar, wo sie hineingeraten ist. Obwohl Gräfin Salicz freundlich Obdach anbietet, flieht Rita geradezu aus diesem Haus.
Völlig aus der Bahn geworfen, plant Rita daraufhin, ihrem Leben ein Ende zu bereiten, wird daran jedoch von einem freundlichen älteren Herrn gehindert. Der gibt ihr neue Hoffnung, in dem er ihr anbietet, für einem ihm bekannten Maler Modell zu stehen. Bei diesem jungen Künstler handelt es sich um niemand anderen als Knut. In dessen Atelier entdeckt Rita ein Bild, dass sie als Kind darstellt. Die junge Frau erfährt, dass der Maler dieses Porträt nach einer Photographie eines geigenden Straßenmusikers angefertigt hatte. In Rita erwachen sämtliche Lebensgeister wieder, und sie bittet Knut, sie zu diesem alten Geiger zu führen. Der junge Mann bringt daraufhin Vater und Tochter wieder zusammen, und es kommt zu einem ergreifenden Wiedersehen. Arpád möchte, dass Rita dem Geigenspiel die Treue hält und sorgt dafür, dass seine Tochter an einem Mozart-Wettbewerb teilnimmt. Tatsächlich ist Ritas Teilnahme von Erfolg gekrönt. Rita gibt daraufhin ein Konzert, das ihren Durchbruch als Künstlerin bedeutet. Schließlich versöhnt sie sich auch mit der Gräfin Salicz, die sie solange für das Unglück ihrer Eltern verantwortlich machte. Dabei hilft auch die Tatsache, dass sich Rita und der junge Graf Hector ineinander verliebt haben.

## Produktionsnotizen
Der im Herbst 1915 entstandene Dreiakter mit einem Vorspiel Das Wiegenlied passierte die Filmzensur im Dezember desselben Jahres und wurde am 12. April 1916 in Berlins Marmorhaus uraufgeführt. Der Film besaß eine Länge von 1480 Meter. Die Wiener Premiere erfolgte am 22. September 1916.
Der 22-jährige Filmarchitekt Willi A. Herrmann lieferte hier seine ersten Filmbauten.

## Kritiken
Die Kinematographische Rundschau lobte: „Ein bemerkenswerter Film, dessen tragende Rolle dem berühmten Rudolf Schildkraut zugedacht ist und dessen zahlreichen Anhängern Gelegenheit gibt, sich an seiner Kunst zu erfreuen.“
Die Wiener Allgemeine Zeitung bezeichnete den Film als „von seltenem Stimmungsreiz“, konstatierte eine „ausgezeichnete Besetzung“ auch in den kleinsten Rollen und lobte „die selten harmonische Stimmung des Films.“